# Język dolnoniemiecki

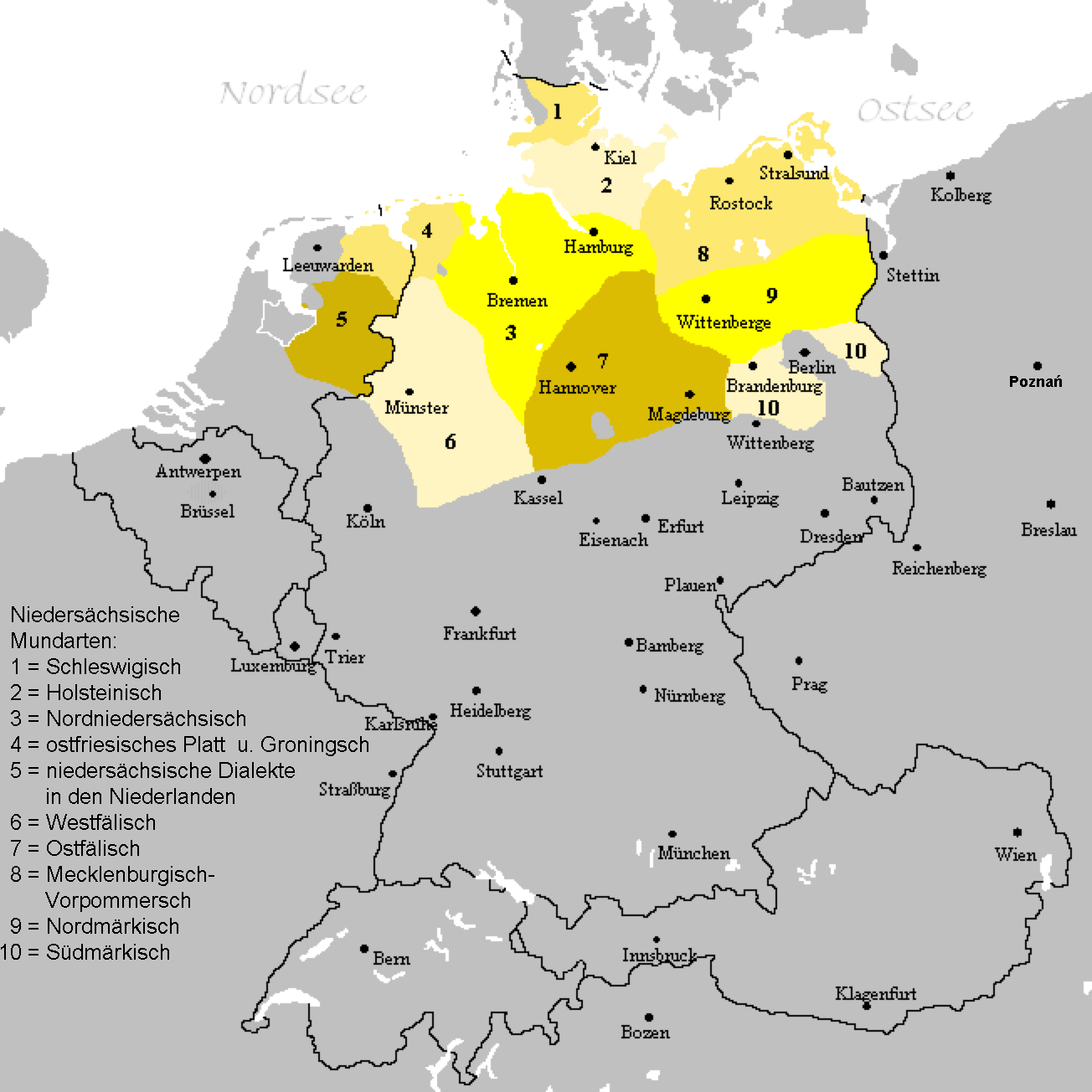
Zasięg dialektów języka dolnoniemieckiego, w tym także na terenie Holandii. Dialekty dolnosaksońskie: 1.=szlezwicki, 2.=holsztyński, 3.=północnodolnosaksoński, 4.=wschodniofryzyjski, 5.=dolnosaksońskie dialekty w Holandii, 6.=westfalski, 7.=ostfalski; dialekty wschodniodolnoniemieckie: 8.=meklemburski, 9.=północnomarchijski, 10.=południowomarchijski

Język dolnoniemiecki, dialekty dolnoniemieckie, język dolnosaksoński lub dolnosaski (w języku dolnoniemieckim Nedderdüütsch lub Plattdüütsch, w języku niemieckim Niederdeutsch lub Plattdeutsch) – język germański blisko spokrewniony z językami niderlandzkim, afrykanerskim i niemieckim, często uznawany również za dialekt tego ostatniego. Wywodzi się z języka starosaksońskiego za pośrednictwem średnio-dolno-niemieckiego. Oznaczany jest kodem ISO 639-2 nds. W szerszym znaczeniu może obejmować także inne dialekty czy języki niezaliczane do wysokoniemieckich.
Językiem dolnoniemieckim posługują się mieszkańcy północnych Niemiec (w Brandenburgii, Hamburgu, Bremie, Meklemburgii-Pomorzu Przednim, Dolnej Saksonii, Saksonii-Anhalt, Szlezwiku-Holsztynie) i Holandii.

## Nazwa i klasyfikacja
Mimo fundamentalnych odrębności od standardowej niemiecczyzny, od czasów powstania niemieckiej dialektologii język dolnoniemiecki traktowany bywa jako grupa dialektów w ramach jednego wspólnego języka niemieckiego, który obecnie w dobie ratyfikacji Europejskiej karty języków regionalnych i mniejszościowych utożsamiany jest raczej z językiem wysokoniemieckim. Łączenie obu tych języków w jedną całość ma częściej wymiar polityczny i kulturowy niż językoznawczy.
Język dolnoniemiecki często bywa nazywany językiem dolnosaksońskim, tak jak jego zachodnie dialekty (pars pro toto), ponieważ wschodnie dialekty dolnoniemieckie i tak wywodzą się z dolnosaksońskich. Język dolnosaksoński w wyniku ekspansji drastycznie zwiększył swój obszar najpierw do całych północnych Niemiec, a później także i północnej Polski. To wszystko spowodowało wymarcie najpierw języka połabskiego, a potem wszystkich słowiańskich gwar pomorskich (z wyjątkiem kaszubszczyzny i gwary słowińskiej) oraz języka pruskiego. W ten sposób powstały dialekty meklembursko-przedniopomorski, północnomarchijski i dolnopruski.
Nazwę język dolnosaksoński preferują językoznawcy holenderscy, często włączający ten język (a przynajmniej jego holenderską część) do języka niderlandzkiego. Wynika to z faktu, że przez sąsiedztwo z językiem Holandii język dolnoniemiecki używany w tym kraju nabrał wiele cech typowych dla języków dolnofrankońskich. Może to również wynikać z chęci podkreślenia odrębności od języka niemieckiego i pokazania, iż język dolnoniemiecki jest bliższy dialektom dolnofrankońskim niż wysokoniemieckim. W Holandii unika się również stosowania umlautów, a cała ortografia dolnoniemiecka oparta na ortografii języka niemieckiego została zastąpiona ortografią języka niderlandzkiego.
W szerszym znaczeniu do dolnoniemieckiego mogą być zaliczone dialekty dolnofrankońskie, a nawet języki anglo-fryzyjskie, co znaczy, że wszystkie dialekty zachodniogermańskie dzieli się na dolnoniemieckie i wysokoniemieckie. Często jednak przeciwstawia się dolnofrankoński dolnoniemieckiemu utożsamionemu z szeroko rozumianym dolnosaksońskim. Większość językoznawców nie zalicza jednak np. języka angielskiego do dolnoniemieckich.
Ethnologue wyróżnia podgrupę dolnosaksońsko-dolnofrankońską i nie wspomina o dolnoniemieckim.
Kontrowersyjny niemiecki językoznawca Theo Vennemann przedstawił teorię, według której wysokoniemiecka przesuwka spółgłoskowa miała miejsce już w I wieku p.n.e., i na tej podstawie dzieli wszystkie języki germańskie na dolnogermańskie i wysokogermańskie. Jednak niewielu językoznawców podziela ten pogląd.

## Podział i wariantywność
Rozpada się na dwie zasadnicze odmiany:
- dialekty zachodniodolnoniemieckie
  - odmiana używana w północno-zachodnich Niemczech
  - odmiana używana w Holandii
- dialekty wschodniodolnoniemieckie (Ostniederdeutsche Dialekte)

Dialektami zachodnimi posługuje się ludność północno-zachodnich Niemiec oraz Holandii. W Niemczech północno-wschodnich używa się dialektów wschodniodolnoniemieckich. Do dialektów tych zalicza się przede wszystkim tzw. gwary pomorskie języka dolnoniemieckiego (Pommersch), którymi obecnie posługuje się ludność Meklemburgii – Pomorza Przedniego. Dialekty dolnofrankońskie, spokrewnione z dolnosaksońskimi, stanowią obecnie język niderlandzki.

### Dialekty
- zachodniodolnoniemieckie:
  - dialekt północnodolnosaksoński
  - dialekt westfalski
  - dialekt ostfalski
- wschodniodolnoniemieckie:
  - dialekt brandenburski
  - dialekt meklembursko-przedniopomorski
  - dialekt wschodniopomorski
  - dialekt dolnopruski

## Historia i status

Zasięg dialektów dolnoniemieckich wg opracowania Sprach-Atlas von Nord- und Mitteldeutschland Georga Wenkera z 1881.

W średniowieczu odmiana języka dolnoniemieckiego z miasta Lubeka służyła jako lingua franca Hanzy i zyskała duże znaczenie w rejonie Morza Bałtyckiego i Norwegii. W miastach hanzeatyckich dolnoniemiecki był także językiem, w którym zapisywano dokumenty dyplomatyczne i sądowe.
Większa część zapożyczeń „niemieckich” w kaszubszczyźnie, w języku estońskim i w językach skandynawskich faktycznie nie pochodziła z języka niemieckiego, ale z języka dolnoniemieckiego. Mennonici, którzy teraz mieszkają w wielu częściach świata, mówią dialektem dolnoniemieckim (Plautdietsch), który był używany w Polsce wokół ujścia Wisły.
Język dolnoniemiecki był używany również na części obszarów, które w 1945 roku przypadły Polsce.
W niektórych regionach Ameryki Północnej (Meksyk) i Południowej (południowa Brazylia) potomkowie emigrantów z północnych Niemiec mówią jeszcze po dolnoniemiecku.
Dolnoniemiecki zachował się jako język potoczny północnych Niemiec, jednak jego istnienie jest zagrożone. Od 1994 roku dolnoniemiecki jest chroniony przez Unię Europejską. W niektórych landach istnieje nawet ustawodawstwo chroniące dolnoniemiecki przed dyskryminacją, np. w Szlezwiku-Holsztynie urzędnicy są zobowiązani, aby na pisma petentów w języku dolnoniemieckim odpowiadać również po dolnoniemiecku.
Dużą trudnością w utrzymaniu języka dolnoniemieckiego jest brak standardu pisanego. Choć podejmowano i podejmuje się próby utworzenia reprezentatywnego języka literackiego, wsparcie tego projektu cieszy się małym zainteresowaniem, także środowisk akademickich. Dodatkowo wydaje się, iż wariant używany w Holandii kodyfikowany jest niezależnie od części niemieckiej. Odzwierciedleniem tego jest chociażby istnienie dwóch odrębnych edycji językowych Wikipedii – dolnosaskiej holenderskiej (w języku dolnosaksońskim używanym w Holandii Nedersaksisch {Nederlaands Leegsaksisch}) i dolnoniemieckiej niemieckiej (w języku dolnoniemieckim Plattdüütsch), a każda z nich posiłkuje się inną ortografią. Z drugiej strony to właśnie Internet jest obecnie szansą na rozwój piśmiennictwa dolnoniemieckiego. W sieci pojawiają się kursy dolnoniemieckiego wspomagane nagraniami.
Swoistym standardem literackim jest Plautdietsch, odmiana dialektu dolnopruskiego o silnych wpływach języków obcych. Przetłumaczono na niego Biblię. Nie jest to jednak odmiana reprezentatywna dla całego języka dolnoniemieckiego. Jego użytkownicy są rozsiani po całym świecie, składnia została wyraźnie uproszczona, a słownictwo obce zastąpiło nawet określenia używane w podstawowej komunikacji.

## Język dolnoniemiecki a wysokoniemiecki
Język dolnoniemiecki różni się od wysokoniemieckiego między innymi tym, że nie zaszedł w nim proces zwany drugą przesuwką spółgłoskową. Łączy go to z innymi zachodniogermańskimi (niderlandzki, fryzyjski i angielski), a także z językami skandynawskimi (duński, szwedzki, norweski, islandzki, farerski). Granicę zasięgu tej przemiany, oddzielającą dolnoniemiecki od wysokoniemieckiego, stanowi linia benracka.
Również słownictwo i gramatyka odróżnia dolnoniemiecki od niemieckiego, np. w dolnoniemieckim istnieją tylko trzy przypadki (Nominativ, Genetiv, Objektiv).
Typowy dla dolnoniemieckiego jest także brak przedrostka ge- w tworzeniu Partizipu. Na przykład:
| Dolnoniemiecki                         | Niderlandzki                          | Niemiecki                                      | Polski                                    |
| -------------------------------------- | ------------------------------------- | ---------------------------------------------- | ----------------------------------------- |
| Ik kööp.                               | Ik koop.                              | Ich kaufe                                      | Kupuję.                                   |
| Ik hebb köfft.                         | Ik heb gekocht.                       | Ich habe gekauft.                              | Kupiłem/am.                               |
| He löppt.                              | Hij loopt.                            | Er läuft.                                      | On biegnie.                               |
| He is lopen.                           | Hij is gelopen                        | Er ist gelaufen.                               | Biegł.                                    |
| Sett di nich op den ansträkenen Stohl! | Zet je niet op de geschilderde stoel! | Setze dich nicht auf den angestrichenen Stuhl! | Nie siadaj na świeżo pomalowanym krześle! |